# Governatorato di Vitebsk

Il governatorato nel 1820.

Il governatorato di Vitebsk (in russo Витебская губерния?) è stato una gubernija dell'Impero russo. Istituito nel 1802, il capoluogo era Vitebsk (in bielorusso Vicebsk).